# Гуровка (Курская область)
Гуровка — деревня в Фатежском районе Курской области. Входит в состав Русановского сельсовета.

## География
Расположена в центре Фатежского района, в 3 км к западу от Фатежа на правом берегу реки Усожи. Мимо восточной окраины деревни проходит фатежская объездная автодорога — часть федеральной магистрали М2 «Крым». С запада деревня ограничена балкой Гуровский Лог (Орешник), в которой протекает ручей — приток Усожи, в старину называвшийся Любаж-Колодезь. Высота над уровнем моря — 202 м.
Климат
Гуровка, как и весь район, расположена в поясе умеренно континентального климата с тёплым летом и относительно тёплой зимой (Dfb в классификации Кёппена).
Часовой пояс
Деревня Гуровка, как и вся Курская область, находится в часовой зоне МСК (московское время). Смещение применяемого времени относительно UTC составляет +3:00.

## История
В 1628 году землёй на Усоже, по обоим берегам ручья Любаж-Колодезь, был жалован дворянин Прокофий Тимофеев сын Чаплыгин. В то время в этой местности находились пашни, дикое поле и дубравы. Позже здесь поселились однодворцы Игины. В XVII—XVIII веках данная территория входила в состав Усожского стана Курского уезда. На плане генерального межевания Фатежского уезда 1785 года Гуровка обозначена как деревня Любаж-Колодезь — по названию местного ручья. В источниках XIX века относительно деревни употребляются уже оба названия: Гуровка и Любаж-Колодезь.
По данным 9-й ревизии 1850 года 26 душ мужского пола в Гуровке принадлежали жене штабс-ротмистра Марии Шпановой с братом. В 1861 году деревня входит в состав Рождественской волости Фатежского уезда. В 1862 году в бывшей казённой деревне Любаж-Колодезь (Гуровка) было 12 дворов, проживало 172 человека (84 мужского пола и 88 женского). Жители Гуровки были прихожанами одного из храмов города Фатеж. С начала 1880-х годов до 1924 года деревня входила в состав Миленинской волости. По переписи 1883 года в деревне было 25 дворов бывших однодворцев Чаплыгиных и 5 дворов — Игиных. 30 октября 1893 года в Гуровке была учреждена школа грамотности.
После установления советской власти Гуровка вошла в состав Русановского сельсовета. В 1924—1928 годах в составе Фатежской волости Курского уезда. С 1928 года в Фатежском районе. В 1937 году в деревне было 70 дворов. Во время Великой Отечественной войны, с октября 1941 года по февраль 1943 года, находилась в зоне немецко-фашистской оккупации. До начала 1960-х годов крестьянские хозяйства Гуровки числились в составе колхоза имени Андреева (центр в д. Басовка), затем — в колхозе имени Пушкина (центр в д. Русановка).

## Население
| Годы      | 1862 | 1981 | 2002 | 2010 |
| --------- | ---- | ---- | ---- | ---- |
| Население | 172  | ≈160 | 109  | ↘86  |

## Инфраструктура
Личное подсобное хозяйство. В деревне 49 домов.

## Исторические фамилии
Бабарыкины, Суворовы, Чаплыгины и другие.

## Персоналии
- Чаплыгин, Пётр Васильевич (1921—2005) — советский военачальник, генерал-лейтенант, заместитель командующего ВДВ. Родился в Гуровке[13].